# كاظمة
أرض كاظمة هي منطقة تاريخية توجد في الكويت في محافظة الجهراء على بعد 40 كم شمال غرب مدينة الكويت على ساحل جون الكويت. وتقع تحديداً في الجزء الشمالي الغربي من جون الكويت، ويطلق على الساحل الشرقي منها دوحة كاظمة، وتمتد على شكل لسان داخل في البحر غرباً، ويطلق على نهايته رأس كاظمة.

## التاريخ
كانت أرض كاظمة من المواقع المعروفة بالآبار العذبة لدى العرب في الجاهلية وصدر الإسلام، فقد سبق وأن سكنتها قبيلتا بني تميم إياد وبكر بن وائل من كبريات القبائل العربية، فقد ذكر ياقوت الحموي في كتابه «معجم البلدان»: «وعَدان بالفتح وآخره نون موضع في ديار بني تميم بسيف كاظمة». وأيضا سميت بكاظمة البحور، وهي تقع على جون في الخليج العربي، وذكرها ياقوت الحموي صاحب كتاب معجم البلدان فقال:«كاظمة» جو على سيف البحر في طريق البحرين إلى البصرة، بينها وبين البصرة مرحلتان، وفيها ركايا كثيرة وهي الآبار الكبيرة العميقة، وماؤها شروب واستسقاؤها ظاهر، وقد أكثر الشعراء من ذكرها». ووصفها الأزهري قائلا:«وكاظِمةُ جَوٌّ علـى سِيفِ البحر من البصرة علـى مرحلتـين، وفـيها رَكايا كثـيرة وماؤُها شَرُوب».، وقال البكري:«وكاظمة من مياه بني شيبان» وقال أيضا أن المحدث أبي عمرو الشيباني سعد بن أياس قال:«أذكر أني سمعت برسول الله صلى الله عليه وسلم وأنا أرعى إبلا لأهلي بكاظمة». وذكرها الحسن الأصفهاني في كتابه بلاد العرب فقال: «وكاظمة على ساحل البحر، وبها حصنٌ فيه سلاح قد أعد للعدو، وبها تُجارٌ ودور مبنية، وعامتهم تميم» وقال الجغرافي إسماعيل أبو الفداء صاحب كتاب تقويم البلدان في الجغرافيا عنها: «ومن الماكن المشهورة بالبحرين كاظمة، بكاف وألف وظاء معجمة مكسورة وميم وهاء. وهي جون على ساحل البحر بين البصرة والقطيف. وبين كاظمة والقطيف مسيرة أربعة أيام، وهي في سمت الجنوب عن البصرة ويقال لها كاظمة البحور. وهي منازل للعرب وبها مراع جيدة وآبار كثيرة قريبة المدى.» والظاهر أن كاظمة بقيت عامرة إلى أواخر العصر العباسي ثم خربت بعد ذلك.
شهدت أرض كاظمة عدة معارك، منها المعركة التي حدثت بين بني شيبان وبني تميم، عندما غزت قبيلة بني تميم على ماء كاظمة قبل الإسلام فهزموا بني شيبان. أيضاً وقعت فيها معركة ذات السلاسل بين المسلمين بقيادة خالد بن الوليد وبين الفرس بقيادة هرمز في شهر محرم سنة 12 هـ (الموافق لمارس 623 م)، والتي انتصر فيها المسلمون. وقد أشارت بعثة الآثار الدنماركية عن وجود حضارات من العصر الحجري على مقربه من كاظمة.

## كاظمة في الخرائط
ظهرت كاظمة على الخرائط الملاحية العالمية وفي الأطالس المختلفة قبل اسم «القرين» أو الكويت. إن أول ذكر لأرض كاظمة في الخرائط، كان على خريطة منشورة رسمها الفرنسي نيكولاس سانسون (Nicolas Sanson) عام 1652، ولم يكن موقعها محدداً تماماً إذ رسمت بعيداً عن الشاطئ، ثم ظهرت طبعة أخرى من خارطة سانسون في عام 1654 صحح فيها موقع كاظمة وحدد موقعها على الساحل الشمالي لجون الكويت. كذلك حددت كاظمة كميناء رئيسي على الساحل في الخريطة التي رسمها الكارتوغرافي الهولندي إسحاق تيرون (Isaak Tirion) عام 1732. وظهرت بعد ذلك في عدد من الخرائط منها خريطة الأخوين أوتنز (R. and J. Ottens)، وخرائط الناشر الألماني هومان (J. B. Homann) وكلها صدرت عام 1737.

## كاظمة في أشعار العرب
أنصف الأدباء والشعراء أرض كاظمة حتى أحبوھا وتغنوا بھا وأطلقوا علیھا (كاظمة البحور) و (سیف الكواظم). فقد تغنى بها الكثير من الشعراء أمثال امرؤ القيس والبعيث المجاشعي والبحتري والفرزدق وجرير وذي الرمة ومهيار الديلمي والبوصيري وبديع الزمان الهمذاني والشريف الرضي وغيرهم كثير. وتعتبر كاظمة موطن الشاعر الفرزدق، فهو أكثر من ذكر أرض كاظمة في أشعاره. فقيل عنها:
وقد دفن والده غالب بن صعصعة في جبل المقر في وسط كاظمة، حيث قال الفرزدق:
فقد قال بها بلبل الغرام الحاجري:
وقد ذكرهاالبوصيري في قصيدة البردة الشهيرة عندما قال:
أما امرؤ القيس فقد قال:
بينما الشريف الرضي فقد ذكرها في قصيدته المشهور، والتي بدايتها: